# Nokia 8910
Nokia 8910 – model telefonu komórkowego produkowany przez firmę Nokia od 2002 roku. Należy on do linii telefonów biznesowych. Świadczy o tym wysoka funkcjonalność telefonu (zastosowano między innymi łącza bezprzewodowe Bluetooth oraz IrDA) oraz wysoka jakość wykonania (wnętrze telefonu było zamknięte w tytanowej obudowie). Rok po premierze telefonu ukazała się lepsza wersja modelu, Nokia 8910i wyposażona w kolorowy ekran, wyświetlający 4096 kolorów.

## Dane techniczne

### Wyświetlacz
- 84 x 48 pix
- monochromatyczny
- podświetlany

### Czas czuwania (maksymalny)
- do 300 godzin

### Czas rozmowy (maksymalny)
- do 240 minut

### Pamięć
- Spis telefonów do 500 pozycji

### Sieci
- 900 GSM
- 1800 GSM

### Transmisja danych
- WAP 1.2
- GPRS
- CSD
- HSCSD
- Bluetooth
- IRDA

### Funkcje
- SMS (ze słownikiem T9)
- EMS
- Wiadomości grupowe
- Wiadomości sieciowe
- Słownik
- Kalendarz
- Zegar
- Data
- Budzik
- Alarm
- Stoper
- Kalkulator